# Rogue Legacy
Rogue Legacy (буквально з англ. «Спадщина розбійника») — інді-гра в жанрі платформер з елементами roguelike розроблена канадською компанією «Cellar Door Games». Гра була випущена 27 липня 2013 для Microsoft Windows і для OnLive Game System. Версії для Linux і Macintosh була випущена 16 жовтня 2013 року, версії для PlayStation 4, PlayStation 3 і Vita вийшли 29 червня 2014 року.

## Геймплей
Суть гри Rogue Legacy в дослідженні випадково згенерованих двовимірних підземель з ворожими комп'ютерними персонажами і пастками різного типу. Для проходження гри необхідно вбити чотирьох босів в кожному з чотирьох різних оточень (замок, вежа, ліс і підземелля) і фінального боса. Підземелля складаються з окремих кімнат різних розмірів, вміст яких теж генерується випадково. Гравець керує персонажем здатним битися в ближньому бою і використовувати магію, яка вимагає ману.
Якщо персонаж помирає (втрачає всі свої одиниці життя), гравцеві дають вибір з трьох нових випадкових персонажів, які є нащадками попереднього. Випадково генерується клас персонажу (Лицар, Варвар, Маг, Вбивця, Розбійник, Ліч, Чародій, Дракон), відоме йому закляття, його стать, а також певні особливі характеристики, які можуть бути як корисні, так і шкідливі. Зокрема персонаж може мати: дальтонізм (гра стає монохроматичною), СДУГ (персонаж діє швидше), карликовість (дозволяє використовувати таємні проходи).
В процесі дослідження підземелля гравець збирає золото, яке після смерті можна використати на розбудову родового замку чи покупку речей (зброї, обладунків і рун). Покращуючи замок покращуються певні характеристики персонажа, чи відкриває нові можливості.

## Розробка
Гра була розроблена командою Cellar Door Games яка складається з двох братів Кенні і Тедді Лі. Це найбільший, на сьогодні, проект команди і розробка тривала майже 18 місяців. Ідея гри виникла під впливом таких ігор як Demon's Souls і Dark Souls, за їхніми словами: «… ми хотіли зробити 2D версію цих ігор. (англ. ...we wanted to make a 2D version of it)». Гру було оформлено в стилі ігор Spelunky і The Binding of Isaac, основною метою цього було прагнення зробити гру відносно невимогливою і доступною, водночас дозволяючи постійний прогрес користувача. Через відшліфовування і впорядковування гри, декілька початкових особливостей було викинено протягом розробки, зокрема накопичення досвіду.
Гра коштувала братам близько $15,000 їхніх власних грошей, але ця сума була повернута через декілька годин після релізу гри. Rogue Legacy була продана в кількості більше 100,000 копій за перший тиждень. За словами розробників, дані гроші дозволять їм зосередитись на більших проектах в майбутньому.

## Відгуки
| Агрегатор    | Оцінка              |
| ------------ | ------------------- |
| GameRankings | 84% (26 reviews)    |
| Metacritic   | 85/100 (43 reviews) |

| Видання       | Оцінка |
| ------------- | ------ |
| Destructoid   | 8.5/10 |
| Edge          | 8/10   |
| Eurogamer     | 8/10   |
| Game Informer | 8.5/10 |
| GameSpot      | 8.5/10 |
| IGN           | 9/10   |
| Polygon       | 9/10   |

Сайт Metacritic поставив грі оцінку 85/100 (добре, (англ. generally favorable))за результатами 43 оглядів (42 позитивні, один — нейтральний). Сайт Game Rankings поставив грі оцінку 84 % базовану на 26 оглядах.
Мітчель Сальтцман з GameFront описав гру як: «надзвичайно складну для не підготовлених». Філіп Коллар з Polygon і Майк Сплечта з GameZone згадали коротку тривалість гри за одного персонажа до його смерті, Скотт Ніколс з Digital Spy назвав це «роздратовуючим». Інші рецензенти добре сприйняли коротку тривалість гри. Раян Стівенс з GameTrailers описав гру: «балансує на межі з роздратування і задоволення».
Український ігровий портал PlayUA поставив грі оцінку 8.5/10, відзначивши цікавий геймплей, персонажів і різноманіття рівнів, але в той же час надмірну складність на початку гри і бідний музичний супровід.